# Deutsche Gesellschaft zur Rettung Schiffbrüchiger

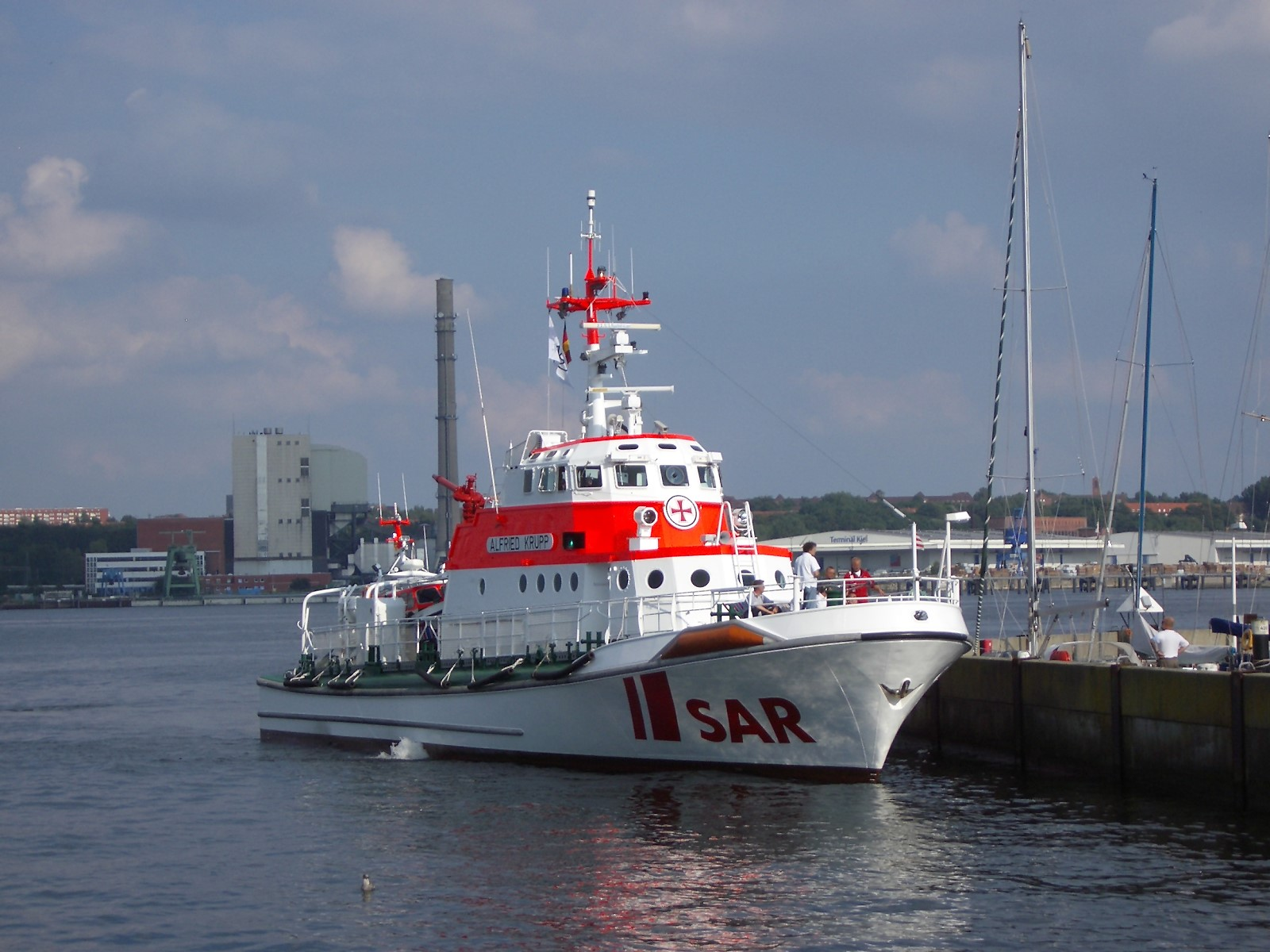
Le SK Alfried Krupp, de la DGzRS.

La Deutsche Gesellschaft zur Rettung Schiffbrüchiger (littéralement, société allemande de sauvetage des naufragés), abrégée DGzRS, est l'organisme allemand chargé des opérations de recherche et sauvetage dans les eaux territoriales allemandes de la mer Baltique et de la mer du Nord, ainsi que dans la zone économique exclusive associée. 
Il s'agit d'un organisme financé par dons, à la tête duquel se trouve le président fédéral.
Son quartier-général est à Brême.
La DGzRS a été créée le 29 mai 1865 à Kiel. Elle est propriétaire de 61 bateaux de sauvetage répartis en 54 stations, emploie 185 personnes et dispose de 800 bénévoles. Elle fait en moyenne 2 500 interventions annuelles. De sa création à 2005 elle a sauvé environ 72 000 personnes. 